# Благовещение (фильм)
Благовещение (венг. Angyali üdvözlet) — венгерский фильм-драма режиссёра Андраша Елеша 1984 года по пьесе Имре Мадача «Трагедия человека». Все роли в фильме исполняют дети.

## Сюжет
В райском саду Эдема Адам и Ева вкушают запретный плод, ибо не видят смысла в жизни без любви. Изгнанные за это из рая Богом, они попадают в мир людей, где повсюду Адама и Еву преследует демон по имени Люцифер.

## В ролях
- Петер Бочор — Адам
- Юлия Мерё — Ева
- Эстер Дьялог — Люцифер
- Дьёрдь Бельме
- Роберт Борок
- Аттила Добаи
- Эвелин Фехер
- Река Геваи
- Ференц Фольтаньи
- Марианн Капоши
- и другие.